# Luzern Eagles
| Baseball- & Softballclub Eagles |
| - Mitglied beim SBSV |
| Gründungsjahr |
| - 1981 (Restaurant Regatta in Luzern) |
| Teams Baseball & Softball |
| - Baseball: Nationalliga A - Baseball: 1. Liga - Baseball: Junioren (U18) - Baseball: Cadets (U15) - Baseball: BeeBall (U10) - Softball: Nationalliga A |
| Ballpark |
| - Eagles-Dome, Hinterruopigen, Luzern (Kompletterneuerung 2014)                                                                                         |
| |
| Schweizer Meistertitel |
| - Softball: 1999, 2001, 2010, 2011, 2012, 2014, 2015 - Baseball: NLB 1999, 2000 - Baseball: 1. Liga 2014, 2015 - Baseball: Juveniles 2001               |
| Cupsiege |
| - none |
| Offizielle Homepage |
| www.eagles-baseball.ch |

Die Luzern Eagles (bis 2009: Reussbühl Eagles) sind ein Zentralschweizer Verein mit Sitz und Spielfeld in Luzern, der mit Herren-, Damen- und Junioren-Mannschaften an den Schweizer Baseball- und Softball-Ligen teilnimmt. Der korrekte Vereinsname lautet Baseball- & Softballclub Eagles Luzern.

## Entstehungs-Geschichte
Am 12. Juni 1981 wurde im Restaurant Regatta in Luzern offiziell der „Baseballclub Eagles“ mit Sitz in Reussbühl gegründet. Als erster Präsident der Vereinsgeschichte wurde Hans Peter Hermann ins Amt gewählt. Ein glücklicher Zufall wollte es, dass der Amerikaner Tom Harper sich als erster Trainer des Baseballclubs anerbot, die jungen Eagles in die Kunst des Baseballsports einzuweihen. Als Folgerung der trainerlosen Lucerne White Sox beschloss man, die beiden Baseballclubs zu vereinen und gemeinsam unter dem Namen „Eagles“ aus Reussbühl aufzutreten. Zur gleichen Zeit entstanden drei weitere Baseballclubs in der Schweiz: Die „Flyers“ aus Basel, die „Challengers“ aus Zürich und die „Ceresios“ aus dem Kanton Tessin. Im Herbst 1981 gründeten die vier Baseballclubs den Schweizerischen Baseball- und Softball-Verband (SBSV). Seit 1985 spielen die Eagles auf ihrem eigenen Baseballfeld in Reussbühl. 1989 wurden zusätzlich eine Damen bzw. eine Softballmannschaft dem Verein angegliedert und der offizielle Club-Name in „Baseball & Softballclub Eagles Reussbühl“ geändert.
Anfangs der Saison 2014 konnte der Base- & Softballclub Eagles Luzern die Infrastruktur komplett erneuern. Mit Hilfe der Stadt Luzern wurde ein neues Feld mit Backstop, Sand-Infield, Zuschauertribünen wie auch einen Outfieldzaun gebaut. So stehen heute dem Verein eine in der Schweiz einmalige Infrastruktur mit eigenem Spielfeld und Clubhaus zur Verfügung.